# الحق يعلو
الحق يعلو هي أول صحيفة أردنية، صدرت بعد وصول الملك عبدالله الأول إلى معان سنة 1920. تنبع أهمية هذه الصحيفة باعتبارها أول وثيقة إعلامية تؤرخ للدولة الأردنية، وتعبر عن اتجاهات الرأي السياسية والاجتماعية السائدة في البلاد في مرحلة التأسيس الأولى، وتحمل أنباء ثورة العرب ضد الاستعباد وشوقهم إلى الانعتاق والحرية.
صدر من هذه الصحيفة خمسة أعداد فقط، منها 4 أعداد صدرت في مقر إقامة الملك عبد الله بن الحسين الأول في معان الذي يعرف باسم مقر الدفاع الوطني أو قصر الملك المؤسس في معان في الفترة ما بين شهر كانون الأول 1920 و كانون الثاني 1921، أما العدد الخامس فقد صدر في عمان بعد انتقال الملك عبد الله إليها ثم توقفت عن الصدور بعد ذلك.

## التاريخ
بعد وصول الملك المؤسس عبدالله بن الحسين عام 1920 إلى معان، التف حوله شيوخ العشائر الأردنية ودعوه لقيادة حركة التحرر الوطني الأردنية، أصدر الملك عبدالله الأول صحيفة (الحق يعلو) في معان، وكان يوزع الصحيفة على رجال الثورة العربية الكبرى. كانت الصحيفة تصدر مرة كل أسبوع ومعنونة بأنها عربية ثورية، وتنشر الأخبار المتعلقة بالأوضاع السياسية وشؤون الحرب في ذلك الوقت، بالإضافة إلى أخبار قصيرة عن أشخاص معروفين بنشاطاتهم الاجتماعية وتحركاتهم . 

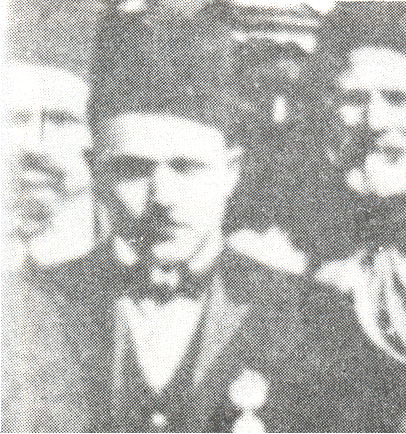
محمد الأنسي - عمل مع عبداللطيف شاكر على تحرير الصحيفة

 حضر اثنان من الأحرار السوريين إلى معان، كان الأول يدعى محمد الأنسي وهو من مواليد بيروت، والآخر هو عبد اللطيف شاكر الذي أتى من دمشق. وصل محمد الأنسي أولا إلى إربد، ثم ارتحل مع أبناء الأردن (ومنهم خلف التل، بهجت طبارة، ومحمد علي العجلوني) إلى معان على ظهور الخيول. عمل محمد الأنسي وعبد اللطيف شاكر معا فيما بعد على إنشاء وتحرير صحيفة “الحق يعلو”، كانت مكونة من أربع صفحات ومكتوبة بخط اليد تتكون من عامودين عريضين، وتحتوي مقالات متنوعة، كانت الصحيفة تطبع على آلة يعتقد أن محمد الأنسي وعبداللطيف شاكر جاؤوا بها من دمشق. تعمل هذه الآلة بمبدأ بسيط، فهي توضع على الأرض ويوضع فوقها الصفحة المكتوبة، ويتم الضغط عليها بواسطة كرتون مقوى، فتخرج الصفحة طبق الأصل عن النسخة التي كتبت بخط اليد.
نشر في العدد الأول من الصحيفة قصيدة كتبها الملك عبد الله الأول وجاء فيها : 
وفي وقت لاحق، عاد عبد اللطيف شاكر إلى الحجاز، وقتل بالحرب سنة 1924. أما محمد الأنسي فبقي مع الملك عبد الله الأول ، استطاع أن يكسب ثقة الملك عبد الله وعينه كاتبه الخاص، وبقي يعمل في الديوان الأميري وتقلد عدة مناصب، ثم أصبح رئيسا للديوان، ثم وزيرا للتربية والتعليم، ثم عضو في المجلس التشريعي، وظل يقيم في عمان حتى وفاته سنة 1945.
1. ↑  "الحق يعلو: صحيفة الأردن التي عادت إلى الحياة". Alghad. 25 يوليو 2011. مؤرشف من الأصل في 2020-04-22. اطلع عليه بتاريخ 2020-04-22.
2. ↑  Atiyat, Omar Al (26 Nov 2017). "أول صحيفة أردنية". Jordan Heritage (بالإنجليزية الأمريكية). Archived from the original on 2019-05-11. Retrieved 2020-04-22.
3. ↑  "جريدة الحق يعلو جاءت لتكمل مسيرة جريدة القبلة". جو 24. مؤرشف من الأصل في 2016-06-17. اطلع عليه بتاريخ 2020-04-22.